# Paul Brown (Bassist)

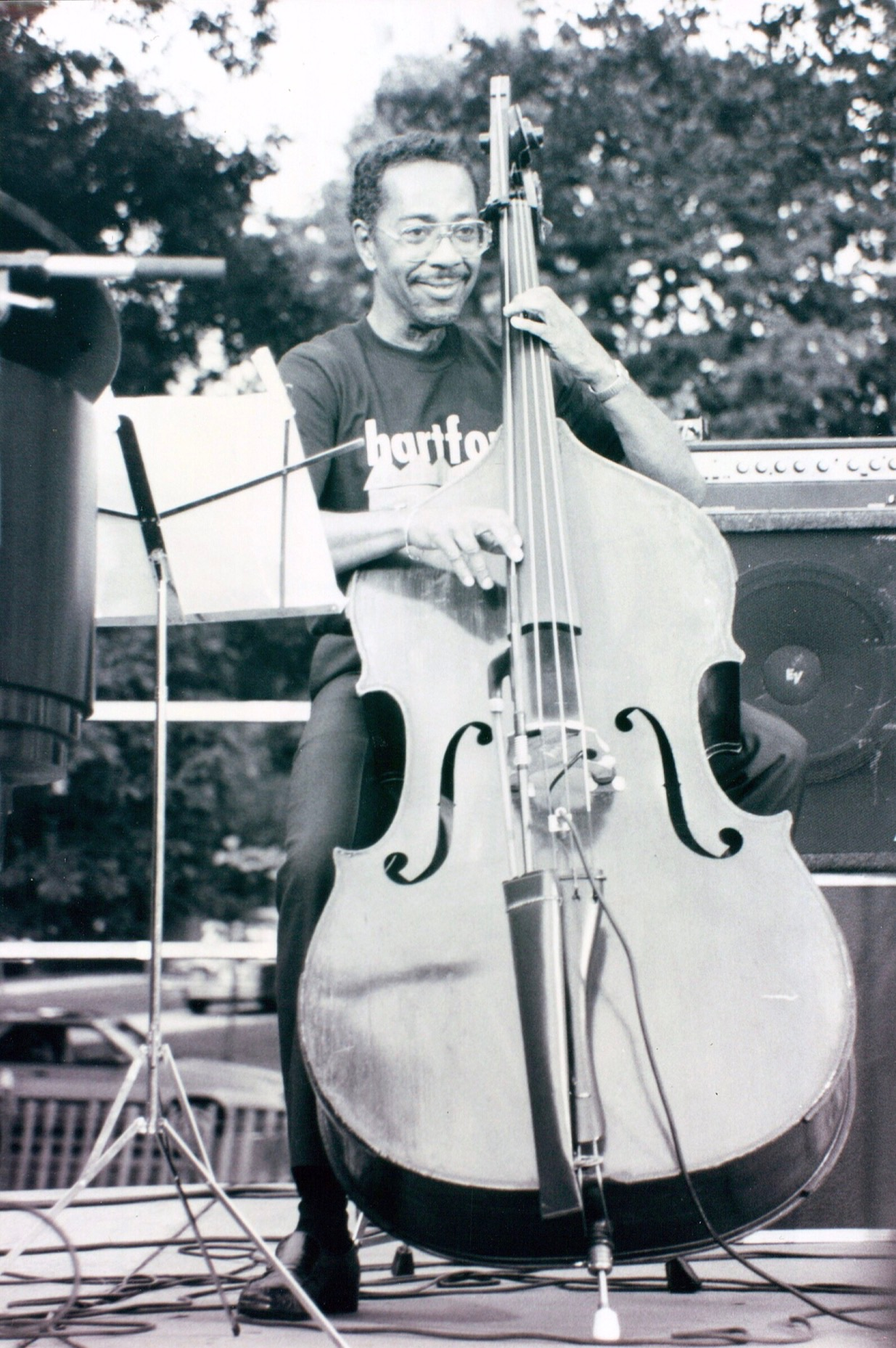
Paul Brown

Paul H. „PB“ Brown (* 6. März 1934 in Baltimore; † 6. Mai 2016) war ein amerikanischer Jazzmusiker (Kontrabass), Impresario und Musikpädagoge, der im Raum Hartford aktiv war.

## Leben und Wirken
Brown spielte zunächst Trompete und tourte mit dem Rhythm and Blues Musiker Lloyd Price; außerdem war er als Aushilfsspieler in den Bands von Count Basie und Duke Ellington beschäftigt. Nach seinem Wechsel zum Kontrabass tourte er im Raum Baltimore bei Flink Johnson. Durch seine Freundschaft mit Jackie McLean gelangte er in den 60ern nach Hartford. Brown gründete 1967 die Veranstaltungsreihe Monday Night Jazz, die von der Library of Congress als ältestes und am längsten bestehendes Jazzfestival der USA bezeichnet wurde. Außerdem gründete er 1992 das Greater Hartford Festival of Jazz und zählte 1970 zu den Mitbegründern des Artists Collective; ferner veranstaltete er Jazzkonzerte und pädagogische Jazz-Programme in öffentlichen Schulen. Fast zwanzig Jahre unterrichtete er an der Greater Hartford Academy of the Arts und erhielt eine Reihe von Auszeichnungen für seine musikpädagogische Arbeit, wie den J.C. Penny' Golden Rule Award (2001), den New England Jazz Alliance Unsung Heroes Award (2003), den Heartbeat Ensemble Street Performance Award und den Latter Rain Christian Fellowship Appreciation Award (2006) sowie 2007 den Greater Hartford Festival Of Jazz Community Award.
Als Bassist spielte Brown u. a. mit Jazzgrößen wie Dexter Gordon, Junior Cook, Bill Hardman (Politely, 1981), Al Haig und Barry Harris, ferner trat er als Begleitmusiker von Frank Sinatra, Sarah Vaughan, Nina Simone und Betty Carter auf. Im Bereich des Jazz war er zwischen 1981 und 1998 an circa 15 Aufnahmesessions beteiligt, u. a. mit Steve Turre, Mark Elf, Walter Bishop junior, Anthony Braxton (9 Standards (Quartet) 1993), Lisle Atkinson und Lloyd Chisholm. 1996 spielte er mit seinem Quartett das Album Speak Low ein; 1998 folgte das Album Meets the Three Tenors, mit George Coleman, John Stubblefield und Houston Person als Gastmusikern.
Der Bassist ist nicht mit dem gleichnamigen Gitarristen und Smooth-Jazz-Musiker zu verwechseln.